# Бьедов, Джюрджя
Джюрджя Бьедов (хорв. Đurđica Bjedov, 5 апреля 1947) — югославская хорватская спортсменка, чемпионка Олимпийских игр по плаванию.
Джюрджя Бьедов выступала за клуб «Морнар» из Сплита. С 1962 по 1968 годы завоевала 19 медалей на чемпионатах Югославии. На Олимпийских играх 1968 года в Мехико она завоевала золотую и серебряную медали — первые олимпийские медали в истории югославского плавания.